# Naratettix koreanus
Naratettix koreanus är en insektsart som först beskrevs av Matsumura 1915.  Naratettix koreanus ingår i släktet Naratettix och familjen dvärgstritar. Inga underarter finns listade i Catalogue of Life.